# Баранский, Николай Николаевич
Никола́й Никола́евич Бара́нский (15 (27) июля 1881, Томск — 29 ноября 1963, Москва) — советский экономико-географ, создатель «советской районной школы» как направления экономической географии. Профессор МГУ. Член-корреспондент АН СССР. Заслуженный деятель науки РСФСР. Герой Социалистического Труда. Лауреат Сталинской премии. Член РСДРП (ВКПб) с 1898 года. Революционер, большевик, интернационалист.

## Биография
Родился 15 (27) июля 1881 года в Томске, в семье учителя.
Под руководством Николая Баранского сформировалось районное направление в экономической географии и была создана научная отрасль географии городов.
Основатель и ответственный редактор журнала «География в школе» (1934−1941, 1946−1948), был заместителем председателя Московского филиала Географического общества СССР (1946−1963). Почётный член Географического общества СССР (1955), Болгарии, Югославии, Польши и Сербии.
Умер 29 ноября 1963 года. Похоронен в Москве на Новодевичьем кладбище (участок № 8).

### Образование, революционная деятельность
С шестнадцати лет участвовал в деятельности нелегальных кружков, которые состояли в основном из типографских рабочих, в 1898 вступил в РСДРП. В 1899 году окончил томскую гимназию с золотой медалью и поступил на юридический факультет Императорского Томского университета. Во время учёбы продолжал заниматься общественной деятельностью, за участие в студенческой демонстрации в 1901 году был исключён из университета. Вскоре после этого написал первую географическую работу, касавшуюся имущественного расслоения переселенцев в одном из сел Барнаульского уезда (опубликована в 1907 году).
В 1902 году основал сибирскую группу революционной социал-демократии искровского направления, через год вошедшую в «Сибирский социал-демократический союз».
В 1903 году вошёл в состав Томского комитета РСДРП и в июле того года участвовал на I конференции «Сибирского социал-демократического союза» в Иркутске.
С весны 1904 года работал в Самаре. После нескольких месяцев работы в Екатеринбурге и Перми, попав под наблюдение, вернулся в Томск, работал среди студенчества.
В июне 1905 года участвовал во II конференции Сибирского союза в Томске, где почти единственный защищал большевистскую линию. После конференции направлен на партийную работу в Читу.
В августе — сентябре 1905 года организовал нелегальный съезд рабочих Забайкальской железной дороги. Автор принятого на нём Устава профсоюзных рабочих Забайкальской железной дороги.
В октябре 1905 года представитель Читинского комитета на I общесибирском социал-демократическом съезде. В декабре 1905 года участвовал в Таммерфорсской конференции.
С начала 1906 года руководил восстановлением разбитых преследованиями партийных организаций в Чите. Редактор последних трёх номеров газеты «Забайкальский рабочий» в 1906.
В 1906 году Николаю Баранскому поручена работа в Уфе, где он был арестован. По выходе из тюрьмы переехал в Киев, где снова попал в тюрьму. После освобождения работает в Каменском и в 1907 году возвращается в Читу. Здесь его в третий раз арестовали.
После заключения в 1908 году выслан из Сибири в Уфимскую губернию. После этого он временно прекратил подпольную деятельность и поселился в Уфе.
В 1910—1914 годах учился на экономическом отделении Московского коммерческого института, по окончании которого работал в главном комитете Земгора (земского и городского союзов). В 1917 году вступил в ряды социал-демократов-интернационалистов (фракция Мартова), в 1920 году стал членом РКП(б) при объединении организации этой фракции с РКП(б).

### Преподавательская и научная деятельность
- В 1920—1921 преподавал в Сибирской высшей партийной школе, в 1921 переехал в Москву, где преподавал в ряде учебных заведений:
  - 1921—1929 — Высшая партийная школа;
  - 1927—1930 — Второй Московский университет, профессор на кафедре (направлении) экономической географии, созданной С. В. Бернштейн-Коганом[4][5].
- В 1929 — организовал кафедру экономической географии СССР на физико-математическом факультете Московского государственного университета, был её заведующим в 1929−1941 и 1943−1946, и до 1963 г. — профессором кафедры.
- В 1933—1938 — профессор в Институте мирового хозяйства и мировой политики, зав. кафедрой экономической географии.
- В 1936—1940 — профессор во 2-м МГУ, заведующий кафедрой экономической географии.
- В 1941—1943 — заведующий сектором географии Казахского филиала АН СССР.
- В 1939 — избран членом-корреспондентом АН СССР, в 1946 был выдвинут на избрание академиком АН СССР, однако снял свою кандидатуру в пользу Л. С. Берга[6].
- В 1946—1953 — заведующий редакцией экономической и политической географии Издательства иностранной литературы (Москва).
- В 1951—1953 — исполняющий обязанности заведующего кафедрой истории географии географического факультета МГУ.

Под руководством Баранского советская районная школа стала сначала доминирующим, а к концу 1930-х фактически единственным «разрешённым» научным направлением в советской экономической географии. Баранский является автором нескольких учебников по экономической географии СССР для средних школ, трудов по социально-экономической географии и экономической картографии.

## Семья
У Н. Н. Баранского было четверо детей от трех браков.

## Память
- В Томске, на доме где он жил, установлена мемориальная доска.
- В его честь назван вулкан на острове Итуруп[8].
- В его честь названы скалы в Антарктиде (скалы Баранского, Земля Королевы Мод, 71°57′ ю.ш., 14°35′ в.д., нанесены на карту в 1966 г., тогда же присвоено название)[8].
- В Алма-Ате улица Баранского в микрорайоне Горный Гигант.
- В Чите улица Баранского в Железнодорожном районе.
- В честь Николая Баранского названа поточная аудитория № 2109 географического факультета МГУ.

## Награды и звания
- Герой Социалистического Труда (28 марта 1962 года) — за выдающиеся заслуги в развитии экономической географии
- три ордена Ленина (26.07.1946; 19.09.1953; 28.03.1962)
- орден Трудового Красного Знамени (10.06.1945)
- орден «Знак Почёта» (07.05.1940)
- медали
- заслуженный деятель науки РСФСР (6.1.1943)
- Сталинская премия третьей степени (1952) — за учебник для средней школы «Экономическая география СССР», 12-е переработанное издание (1950)
- Золотая медаль имени П. П. Семёнова-Тян-Шанского Всесоюзного географического общества (1951)

## Основные работы
- Экономическая география СССР: обзор по областям Госплана. М.; Л.: Гиз, 1926
- Краткий курс экономической географии. М.; Л.: Гиз, 1928.
- География СССР: Учебник для средней школы. М.: Учпедгиз, 1933.
- Экономическая география США.: Ч. 1: Общий обзор. — М.: Институт международных. отношений, 1946.
- Исторический обзор учебников географии (1876—1934). — М.: Географгиз, 1954.
- Экономическая география в средней школе. Экономическая география в высшей школе: Сб. статей.- М.: Географгиз, 1957.
- Экономическая география. Экономическая картография.- М.: Географгиз, 1956 (2-е изд. 1960).
- Методика преподавания экономической географии. — М.: Учпедгиз, 1960 (2-е изд. — 1990).
- Избранные труды. Становление советской экономической географии. — М.: Мысль, 1980.
- Избранные труды. Научные проблемы географии. — М.: Мысль, 1980.
- Моя жизнь в экономгеографии. — М.: Изд-во Моск. ун-та, 2001.